# Метод Ламаза
Ме́тод Лама́за, также ро́ды по Ламазу — техника подготовки к родам, разработанная в 1950-х годах французским акушером Фернаном Ламазом в качестве альтернативы медицинскому вмешательству во время родов. Основная цель метода Ламаза — повышение уверенности матери в её способности родить, помощь в устранении болезненных и болевых ощущений, облегчение родового процесса и создание психологически комфортного настроя. В программу подготовки входят дыхательные методики, комплекс упражнений для мышечного расслабления, обучение способам медитации, релаксации, «спонтанного толкания», основам массажа, ароматерапия, горячие и холодные компрессы, использование «родильного мяча» (в йоге это фитбол).
Относится к психопрофилактической подготовке беременных к родам и не является полноценной заменой медицинского обезболивания родов.

## История
Процедура берёт своё начало в психопрофилактических методах обезболивания родов, разработанных в СССР в конце 1940-х годов. Она была основана на принципах Павловского обусловливания. На западе данная техника подготовки к родам стала известна под названием «метод Ламаза», по имени француза Фернана Ламаза, и обрела общемировую известность.
В 1960 году Элизабет Бинг и Марджори Кармел было основано «Американское общество психопрофилактики в акушерстве» (ASPO; впоследствии переименовано в Lamaze International), занимавшееся популяризацией метода Ламаза в США.

## Теория

### Роды с точки зрения Ламаза
- Норма рождения — естественные и здоровые роды.
- Опыт рождения глубоко влияет на женщин и их близких.
- Внутренней мудрости женщины достаточно для её благополучного прохождения через процесс родов.
- Уверенность женщины в себе и её готовность к безболезненным родам увеличиваются или уменьшаются в зависимости от её восприятия медперсонала и места рождения.
- Женщины имеют право рожать без обычных медицинских вмешательств (то есть, по желанию роженицы, лекарственное или иное обезболивание вовсе не обязательно).
- Рождение по методу Ламаза может безопасно проходить при наличии грамотного специалиста в домашних условиях и родильных домах.
- Осведомлённость и информированность женщины в вопросах протекания беременности и родов позволяют ей сделать осознанный выбор в области здравоохранения, взять на себя ответственность за своё здоровье и доверять своей интуиции.

### Рекомендации по методу Ламаза
Следующие рекомендации соответствуют предписаниям доктора Ламаза, опубликованным в его книгах и литературе организации Lamaze International, и направлены на продвижение идей безопасного и здорового деторождения:
- Позволять процессу начаться естественным образом. По мнению последователей Ламаза, внимание к сигналам своего тела — лучший способ узнать, готов ли ребёнок к рождению, а организм — к родам.
- Не слишком снижать двигательную активность, сохранять тонус мышц: гулять, заниматься йогой (есть разновидность для беременных женщин и женщин после родов). Развитая и укреплённая упражнениями мускулатура легче справится с сильными и иногда болезненными сокращениями, мягко продвигающими младенца в тазу и через родовые пути, нежели мышцы, расслабленные долгой неподвижностью и лежанием в постели.
- Практика партнёрских родов — помощь во время родов любимого человека, друга или доулы (специальной сиделки). Женщине комфортнее ощущать себя в окружении людей, которым она доверяет.
- Избегать вмешательств, которые не являются медицинской необходимостью. Методика Ламаза основана на идее естественного, осознанного, подготовленного процесса рождения. По мнению сторонников концепции естественных родов, при вмешательстве (например, лекарственном обезболивании, постоянном мониторинге) мать и дитя с некоторой долей вероятности подвергаются ненужному риску.
- По возможности, избегать родов на спине: это положение удобно для акушеров, но организму матери в нём добавляется лишняя нагрузка — приходится дополнительно тужиться для преодоления силы гравитации. В обучение по методу Ламаза входит обучение «вертикальным родам», во время которых ребёнок находится под меньшим давлением и при этом легче выталкивается из матки. «Рожать вертикально» может означать: на корточках, сидя или лёжа на боку.
- Чем теснее контакт матери и ребёнка, особенно в первые дни и месяцы его жизни, тем лучше для них обоих. Особо рекомендуется грудное вскармливание и размещение новорождённого малыша на животе или груди матери так, чтобы они оба соприкасались обнажённой кожей.

## Практика
Впервые практические рекомендации по подготовке к безболезненным родам Фернан Ламаз опубликовал в своей книге Painless Childbirth: The Lamaze Method. Залог комфортных родов он видел в гармоничной подготовке триады Разум — Тело — Дыхание. Для работы с каждым компонентом важными считаются определённые ключевые понятия.

### Разум
Психологический настрой. Женщина должна быть максимально проинформирована обо всех процессах, происходящих в её теле во время беременности и родов. Она не должна испытывать страха, который является следствием неведения и невежественности. Близкий человек должен быть рядом с ней и поддерживать её спокойное, бодрое и осознающее состояние, в случае необходимости помогая морально и физически.
Релаксация. Методика расслабленного созерцания и самоуглубления помогает женщине обрести навык концентрации, отбросить все второстепенные раздражители (а первостепенной важностью в момент родов является сам процесс появления ребёнка на свет).

### Тело
Положение тела. Комфортная поза, позволяющая мышцам тела расслабиться без риска пережать важные сосуды и при этом позволяющая акушеру эффективно помогать роженице — немаловажная, с точки зрения родовспоможения, деталь.
Способы расслабления. Существует два вида расслабления:
1. прогрессирующее расслабление — когда напрягаются и затем расслабляются основные группы мышц;
2. расслабление с помощью прикосновений — когда участвующий в процессе прикосновений партнёр вырабатывает у беременной женщины условный рефлекс: касание означает сигнал телу сбросить напряжение с участка, которого коснулись.

Нервномышечные упражнения. Комплекс несложных упражнений по сосредоточению-расслаблению учит женщин выделять различные группы мускулатуры и понимать, какие из них работают, а какие отдыхают (во время схваток при родах все мышцы тела роженицы должны быть сознательно расслаблены — для того, чтобы мускулатура матки могла работать свободно и максимально эффективно).

### Дыхание
Дыхательные методики. Цель освоения и применения дыхательных методик в период беременности и во время родов состоит в том, чтобы обеспечить оптимальный приток кислорода и высокое содержание его как в крови матери, так и плода.
Дыхательные методики Ламаза основываются на ритмичном дыхании, но используют при этом нормальный темп дыхания каждой женщины. Во время родовых схваток женщина не должна дышать медленнее, чем в половину нормальной скорости дыхания, и не чаще, чем вдвое быстрее нормальной скорости (например, если нормальная скорость составляет 18 вдохов и выдохов в минуту, женщина не должна дышать медленнее, чем 9 раз в минуту, но не быстрее 36 раз в минуту).
Для первой стадии родовых схваток предлагается 3 методики ритмичного дыхания:
- замедленное дыхание (ритм дыхания при этом контролируется, и он медленнее нормальной скорости по крайней мере вполовину);
- видоизменённое дыхание (скорость дыхания увеличена, но не более чем вдвое по сравнению с нормальной — «как собака в жаркий день»);
- «образцовое» (как и при видоизменённом дыхании, скорость не должна вдвое превышать нормальную, но женщине следует сосредоточиться на том, чтобы оставаться расслабленной). За последним вдохом этого способа следует особый выдох — «выдувание воздуха»: губы складываются трубочкой, щёки расслабляются и воздух выдувается. Существует несколько образцов сочетания вдохов и выдуваний — может существовать от шести вдохов+одно выдувание до одного вдоха+одного выдувания. Согласно методике Ламаза, на разных этапах родового процесса используются «пирамидальный образец», «сигнальный образец», дыхание «изгнание плода» или «потуги на выдохе».

## Критика
Метод Ламаза, наряду с концепцией естественных родов Грантли Дик-Рида, критикуется как антифеминистский.